# Николаос Лямис
Нико̀лаос Стерю Ля̀мис (на гръцки: Νικόλαος Στεργίου Λιάμης) е гръцки лекар и революционер, участник в Гръцката въоръжена пропаганда в Македония.

## Биография
Роден е в 1835 година в Атина, но по произход е от Епир. В 1860 година завършва Медицинския факултет на Атинския университет. Заминава да практикува медицина в Македония и се установява в смесената българо-гъркоманска паланка Просечен, тогава в Османската империя. Включва се в гръцката борба против българщината Македония и митрополит Йоаникий Драмски го назначава за председател на Образователното братство „Йос“, което е прикритие на гръцкия революционен комитет, на който пост остава до 1890 г. Инструкции получава от Атина през гръцкия вицеконсул в Кавала Аристидис Пападопулос, който на свой ред ги препраща към гръцките дейци в Просечен по митрополит Йоаникиос. В 1878 година български дейци правят опит да го убият заедно с племенника му Илияс Константину. Николаос Лямис полага големи усилия за погърчването на Просечен и постепенно дейността му са разпростира в целия район около паланката. Работи в тясно сътрудничество с новия драмски митрополит Герман. Лямис е един от големите дарители за възстановяването на гръцкото училище в Просечен в 1909 година.